# Pirata yesoensis
Pirata yesoensis là một loài nhện trong họ Lycosidae.
Loài này thuộc chi Pirata. Pirata yesoensis được Hozumi Tanaka miêu tả năm 1985.